# Helgapriset
Helgapriset är ett svenskt litteraturpris instiftat av Skönlitterära sällskapet Stockholm Nord. Sällskapets syfte är att främja det skönlitterära läsandet och priset har fått sitt namn efter Hjalmar Söderbergs romanfigur Helga Gregorius i  Doktor Glas. Priset i form av en skulptur är skapad av glaskonstnären Anders Wingård.

## Pristagare
- 2016 – Anne Swärd[2]
- 2017 – Krister Henriksson[3]
- 2018 – Bengt Ohlsson[4]
- 2019 – Gun-Britt Sundström[1]
- 2020 – Jesper Högström[5]